# 百草味
百草味（英語：Be & Cheery），是百事公司旗下的中国休闲食品品牌，创立于2003年，由杭州郝姆斯食品有限公司运营，主要竞争对手是三只松鼠，良品铺子，来伊份，盐津铺子。

## 历史
2003年，浙江人蔡红亮在杭州下沙大学城开办了零食店“百草味”第一家门店，“百草味”名字来自于“神农尝百草”的传说，因零食种类多、物美价廉受到欢迎，2个月的营业额就达到了27万。2006年，百草味的线下门店已达140多家，全年销售额达到1.5亿。
2007年，百草味运营主体公司杭州郝姆斯食品有限公司于杭州成立。2010年12月6日，入驻电商平台天猫，其后逐步将重心转向线上，由渠道零售商转向生产商，是最早进行电子商务经营模式转型的零食品牌。2014年，在全国建立九大仓储基地和自动化发货系统。
2015年9月，河南红枣生产企业“好想你健康食品股份有限公司”，宣布斥资9.6亿元收购“百草味”。
2020年2月23日，“好想你健康食品股份有限公司”发布公告称，拟以7.05亿美元向百事饮料（香港）有限公司出售“百草味”100%股权，百事公司计划将“百草味”作为其旗下业务单元和品牌，继续由“百草味”管理团队带领，并保持独立运营。6月1日，“好想你健康食品股份有限公司”称交割顺利完成，并收到百事公司支付的6.98亿美元（折合人民币49.67亿）。

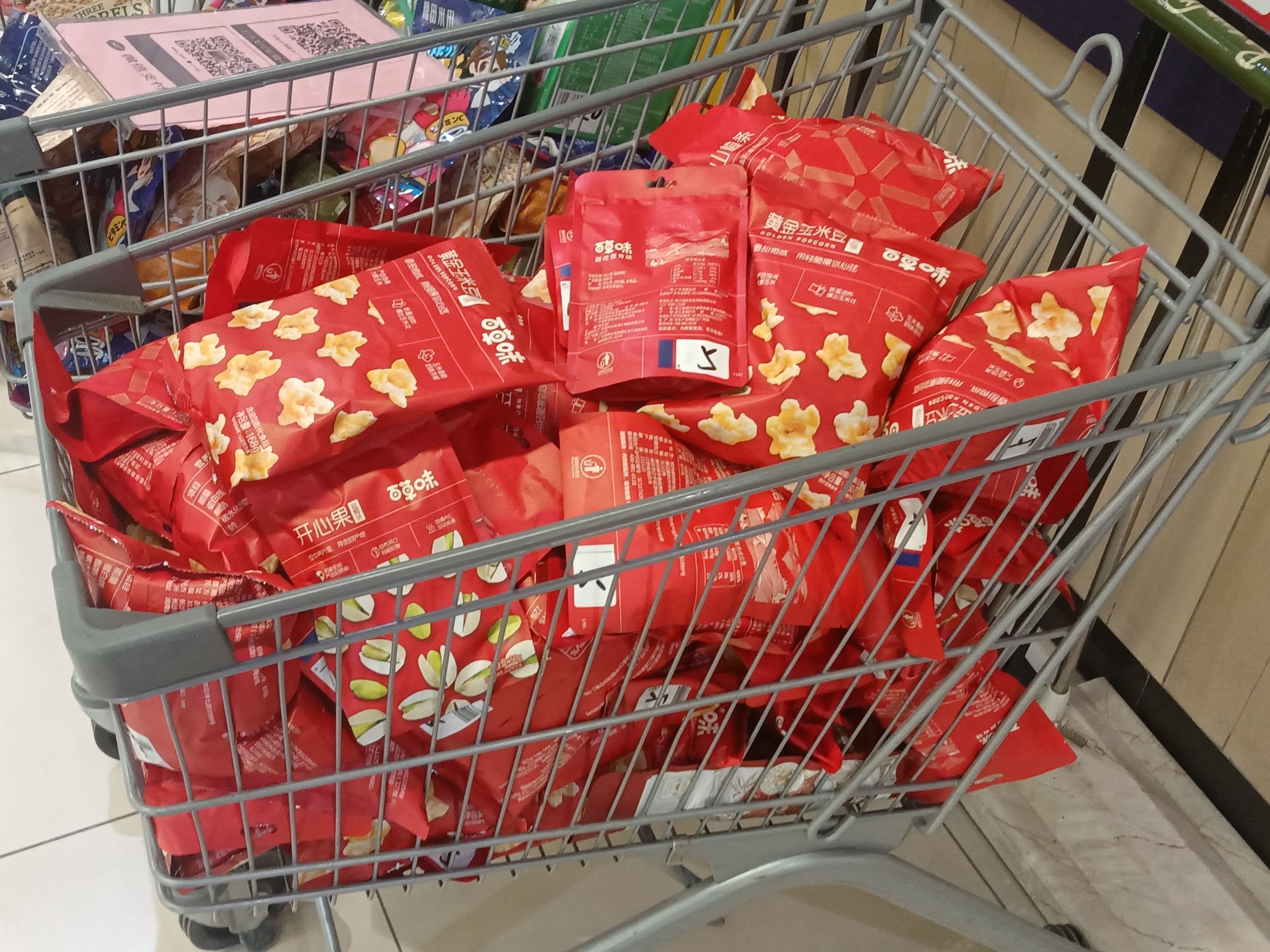
永辉超市购物车内堆积的百草味牌的“黄金玉米豆”